# Kiisortoqia soperi
Kiisortoqia soperi ist eine ausgestorbene Arthropodenart aus dem frühen Kambrium der Sirius-Passet-Faunengemeinschaft. Die großen Antennen ähneln sehr stark denen der Anomalocaridida.

## Merkmale
Der Körper von Kiisortoqia soperi bestand aus einem einfachen Kopfschild, 16 Rumpfsegmenten (Tergiten) und einem Schwanzschild. Die Art erreichte eine Länge von 234 bis 534 mm und war in ihrer äußeren Erscheinungsform annähernd elliptisch, etwa doppelt so lang wie breit, mit der breitesten Stelle im vorderen Drittel des Körpers beim 3. bis 5. Tergit.
Der Kopfschild war einfach, konvex in seiner Form, breiter als lang und machte etwa 20 % der Gesamtkörperlänge aus. Die Tergite waren kurz, etwa fünfmal so breit wie lang, und der hintere Rand jedes Tergits überlagerte den folgenden um etwa ein Fünftel seiner Länge. Die Tergite 1 bis 5 hatten etwa alle die gleiche Breite, die folgenden Tergite wurden nach hinten kommend immer schmaler. In der Mitte war deutlich eine Achse zu erkennen, welche etwa die Hälfte der Breite eines Tergits ausmachte und ihm eine dreilappige Form gab. An den seitlichen Enden jedes Tergits waren nach hinten hin länger werdende Stacheln vorhanden. Der kleine Schwanzschild war halbkreisförmig, etwa halb so lang wie breit und die vordere Hälfte bis hin zu zwei Dritteln des Schwanzschildes besaß ebenfalls eine dreilappige Form.
Am Kopfschild saßen ventral ein Paar große Gliedmaßen, die so genannten Antennula, welche etwa ein Halb bis zwei Drittel so lang waren wie der Körper. Sie bestanden aus einem Stiel und etwa 15 zylindrischen Gliedern, wobei der Stiel doppelt so lang war wie die folgenden Glieder. Die Glieder besaßen eine flache Außenseite und zwei weit auseinander stehende Stacheln zur Mitte hin.
Die weiteren Gliedmaßen, drei Paar am Kopfschild und 16 weitere an jedem Rumpfsegment, bestanden aus zwei Ästen (aufgebaut wie ein Spaltbein bei den Krebstieren) und nahmen bis zum 5. Tergit in ihrer Größe zu und wurden dann wieder kleiner. Der Basipodit war lang, trapezförmig und besaß zwei Reihen mit unterschiedlicher Anzahl von Dornen. Der Endopodit bestand aus neun zylindrischen Poditen. Der achte Podit hatte zwei seitliche Stacheln, welche den neunten langen Podit flankierten. Der Exopodit war ein paddelartiger Lappen, welcher mit Borsten umsäumt war. Die Länge betrug etwas mehr als zwei Drittel der Länge des Endopodits.

## Lebensweise
Eine genaue Lebensweise kann wegen des Fehlens direkter Beweise nicht ermittelt werden, es können aber Rückschlüsse auf Grund der Morphologie gezogen werden.
Es wird angenommen, dass Kiisortoqia soperi ein räuberisch lebender Schwimmer war. Die großen paddelartigen Exopodite waren vermutlich zum Schwimmen geeignet. Mit den robusten Antennula konnte K. soperi vermutlich seine Beute erfassen und mit den stacheligen Basipoditen seine Beute greifen und zum Mund führen.

## Etymologie
Der Name der Gattung leitet sich von dem grönländischen Wort kiisortoq für Raubtier ab. Das Artepitheton wurde zu Ehren von Norman John ("Jack") Soper gewählt, welcher zusammen mit A. K. Higgins, dem Entdecker der Sirius-Passet-Faunengemeinschaft, die ersten Fossile dort sammelte.

## Fundorte
Mehr als 170 Exemplare der Art wurden während verschiedener Expeditionen zwischen 1985 und 2006 in der unterkambrischen Konservatlagerstätte Sirius-Passet auf Peary Land in Nordgrönland gefunden. Dabei sind die Exemplare meistens mehr oder weniger vollständig erhalten geblieben, zersplitterte Fossile wurden nicht entdeckt.

## Systematische Stellung
Kiisortoqia soperi erfüllt drei grundlegende Eigenschaften der Gliederfüßer im eigentlichen Sinne (Euarthropoda): Ein Kopfschild mit Antennen oder Antennula und drei Paar weiterer Extremitäten, postantennulare zweiästige Gliedmaßen und ein mit Borsten umsäumter Exopodit. Eine genaue Stellung innerhalb der Gliederfüßer kann jedoch auf Grund des möglichen Fehlens von Augen und der Form des Schwanzschildes nicht ermittelt werden. Eine eventuelle Synapomorphie der Antennula mit den Kieferklauenträgern (Chelicerata) ist rein spekulativ.